# Caso Cifuentes
El Caso Cifuentes, también conocido como el Caso Máster, es el nombre por el que se conoce a la investigación periodística llevada a cabo por el medio de comunicación digital elDiario.es en el año 2018 y por el que se destapó un presunto caso de corrupción académica por la cual Cristina Cifuentes, política española del Partido Popular y expresidenta de la Comunidad de Madrid, obtuvo su título de Máster en Derecho Autonómico por la Universidad Rey Juan Carlos (URJC) de forma fraudulenta a través de la presunta comisión de varios delitos.
En febrero de 2021 se declara la absolución de Cristina Cifuentes por la Audiencia Provincial de Madrid, y la condena a la profesora quien falsificó las firmas y elaboró el acta falsa, así como a la asesora de Cifuentes encargada de contactar con aquella para la creación del documento.

## Cronología
En su currículum, Cifuentes acreditaba el título de Máster en Derecho Autonómico por la Universidad Rey Juan Carlos, que habría cursado en el período académico 2011-2012.
elDiario.es publicó el 21 de marzo de 2018 una investigación en la que sostuvo que dos asignaturas de este, «La financiación de las comunidades autónomas» y el «Trabajo Fin de Máster» —que sumaban 27 créditos sobre un total de 60 del máster—, quedaron calificadas en 2012 como «no presentadas» en el expediente académico de Cristina Cifuentes y, 2 años más tarde, en 2014, fueron modificadas irregularmente por una funcionaria, sin apertura de acta, a notable (7,5), acusando a Cifuentes de haber obtenido su título con notas «falsificadas».
En rueda de prensa inmediatamente posterior por parte del rector de la URJC Javier Ramos, y los profesores Pablo Chico de la Cámara y Enrique Álvarez Conde, el primero de ellos negó la acusación, sosteniendo que Cristina Cifuentes habría aprobado todas las asignaturas en 2012: atribuyó la discrepancia a un «olvido administrativo».
En una de sus primeras manifestaciones públicas tras la publicación de la investigación de Eldiario.es, Cifuentes se defendió de las acusaciones mediante un post en la red social de microblogging Twitter, que fue publicado en la madrugada del día 22, en forma de vídeo casero grabado desde su despacho. En él proclamó «A quienes queréis que me vaya: no me voy, me quedo, voy a seguir siendo vuestra presidenta.» Ese mismo día 22, cambiando la postura inicial del rectorado, el rector anunció en una nota de prensa la apertura de un «procedimiento administrativo denominado información reservada para aclarar lo sucedido y determinar, en su caso, las responsabilidades que pudieran existir». Entre los documentos acreditativos que Cifuentes presentó inicialmente como prueba, se encontraron un acta de evaluación del Trabajo de Fin de Máster (TFM) con las firmas de los miembros del Tribunal que la habría evaluado, una captura de pantalla de un correo del director del máster, su matrícula, y el pago de la expedición del título.
En posteriores artículos, eldiario.es publicó nuevas acusaciones contra Cifuentes, como un pago en octubre de la tasa administrativa para el TFM de 6,11€ efectuado en secretaría de la URJC, incompatible según el medio con haber aprobado el máster en julio, o alegaciones de que Cifuentes supuestamente no fue vista nunca en clase por sus compañeros, que se matriculó para el curso tres meses más tarde de la fecha límite, que el día de la defensa del TFM tomaba lugar un dispositivo de seguridad de la Policía Nacional coordinado por la Delegación del Gobierno (Cifuentes era entonces delegada del Gobierno en la Comunidad de Madrid). El 26 de marzo Cifuentes, que aseguró ser víctima de una «cacería personal», anunció que cursaría una «querella criminal» [sic] contra Ignacio Escolar y Raquel Ejerique, director y redactora de la exclusiva de eldiario.es.

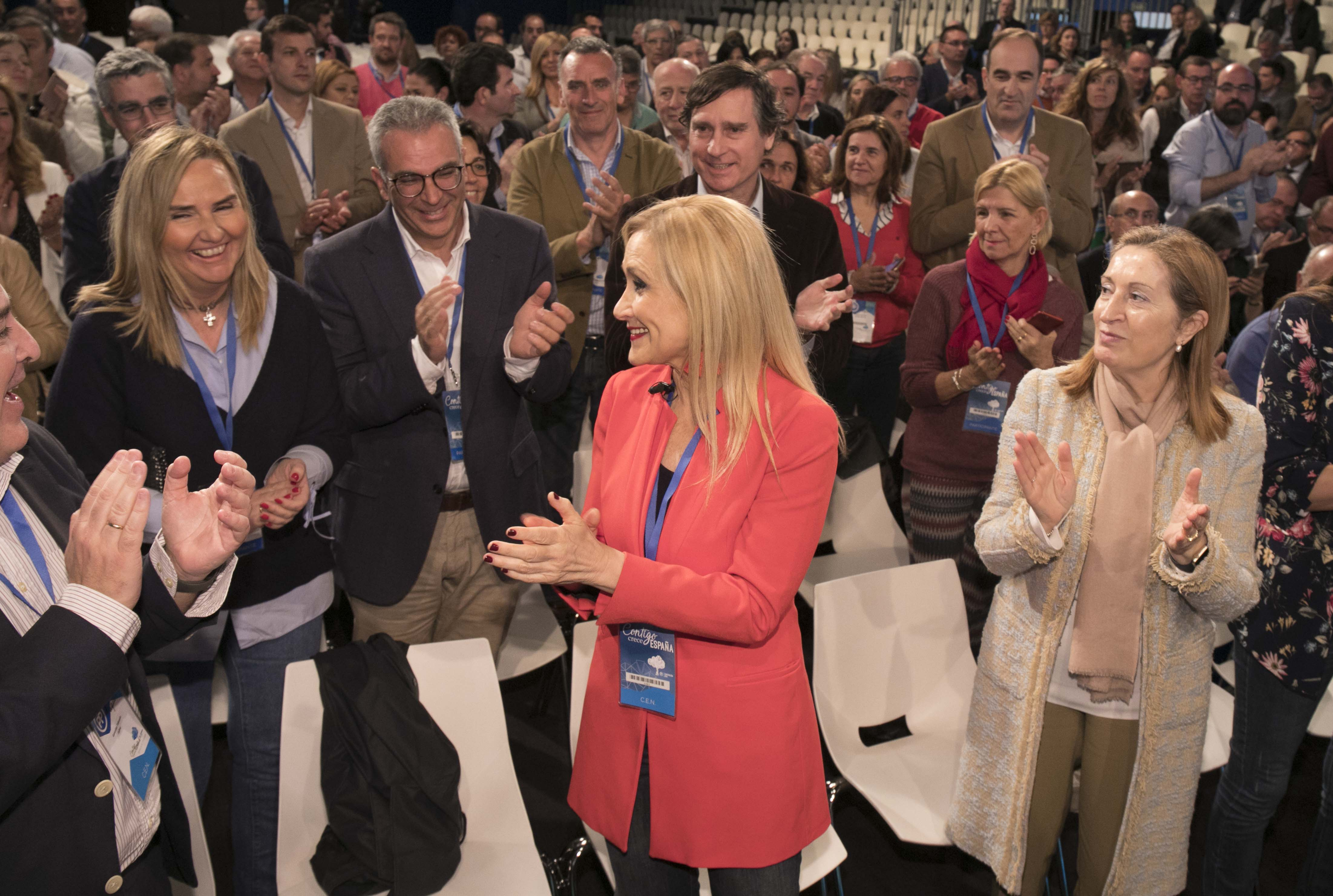
Cristina Cifuentes en la Convención Nacional del Partido Popular celebrada en Sevilla en abril de 2018.

El 4 de abril, el diario digital El Confidencial publicó una investigación donde alegó que al menos dos de las tres firmas del tribunal correspondientes al acta de evaluación del TFM eran falsas y sostuvo que el documento había sido fabricado dos semanas antes (en marzo de 2018 en vez de en la fecha de defensa, presuntamente, el 2 de julio de 2012). El presidente del Gobierno Mariano Rajoy consideró «bastante estéril» la polémica en torno al máster. Ese mismo día, Cifuentes compareció de forma extraordinaria ante el Pleno de la Asamblea de Madrid para dar explicaciones. Cifuentes se reafirmó en su defensa sosteniendo que (su máster) «es perfectamente real y perfectamente legal. Ni mi currículum ni mis calificaciones han sido falseadas ni falsificadas», y añadió que «si hay algún problema en la documentación, yo como alumna no lo puedo aclarar y debe ser la universidad la que lo haga». Durante la sesión la portavoz parlamentaria del Grupo Podemos Comunidad de Madrid Lorena Ruiz-Huerta requirió la dimisión de Cifuentes. Ese mismo día, Cifuentes ofreció una rueda de prensa, en la que sostuvo que presentó el TFM en el Campus de Madrid - Vicálvaro en 10 o 15 minutos. Después de la sesión, el Partido Socialista Obrero Español de la Comunidad de Madrid (PSOE-M), con su secretario general José Manuel Franco y su portavoz parlamentario Ángel Gabilondo, anunció sus intenciones de avanzar hacia una moción de censura contra Cifuentes, que archivaría el día siguiente presentando a Gabilondo como candidato a la presidencia de la comunidad. El grupo parlamentario de Ciudadanos no exigió su dimisión y propuso la apertura de una comisión de investigación. Ramón Espinar, secretario general de Podemos Comunidad de Madrid, afirmó que su partido apoyaría la moción de censura del PSOE-M.
El 5 de abril de 2018, una de las profesoras cuya firma aparecía como aval en el acta de la defensa del Trabajo de Fin de Máster —la pretendida presidenta del Tribunal, Alicia López de los Mozos—, denunció la falsedad de su firma en dicho documento. También defendió que nunca formó parte del tribunal y que no sabía nada del TFM de Cristina Cifuentes. El rector de la URJC trasladó a la Fiscalía el caso, al encontrar indicios de un delito de falsedad documental. Ante una denuncia presentada por asociaciones de alumnos, la Fiscalía de Móstoles (municipio donde se encuentra la sede del rectorado de la URJC) abrió diligencias penales para investigar las irregularidades en la documentación suministrada por Cifuentes para acreditar el cursado del Máster. Ese mismo día, Albert Rivera, presidente de Ciudadanos, cuyo grupo en la Asamblea de Madrid suponía el apoyo parlamentario al Partido Popular y al gobierno de Cifuentes, rechazó «echar» a Cifuentes «solo por investigaciones de un medio digital».
El 6 de abril, el rector Javier Ramos afirmó que la investigación cursada por el centro no encontró rastro alguno del acta del TFM, pese a que su registro es obligatorio, y concluyó que por tanto, «no se puede confirmar que (Cifuentes) defendiera el Trabajo de Fin de Máster». En unas declaraciones radiofónicas a Onda Cero, el director del máster Enrique Álvarez Conde declaró haber sufrido una «enorme presión» el día 21 de marzo proveniente del rector Ramos para aportar una documentación que avalara a Cifuentes. Álvarez Conde señaló a Cecilia Rosado, una de las tres vocales del pretendido tribunal, como la responsable de fabricar el documento del acta del TFM. Álvarez Conde, pretendido tutor del TFM de Cifuentes, afirmó que Cifuentes le enviaba sus avances del TFM no en persona o por correo electrónico, sino mediante un «asesor o chófer». Por su parte Cristina Cifuentes, en una rueda de prensa posterior de ese mismo día 6, mantuvo que sí realizó la defensa del trabajo fin de máster y que el problema lo tenía la Universidad Rey Juan Carlos. El mismo día, otra de las tres personas cuya firma avalaba como vocal del Tribunal la defensa del TFM, Clara Souto, afirmó que su firma estaba falsificada.
El 10 de abril, eldiario.es publicó que Cifuentes habría aprobado una cuarta parte de las asignaturas mediante convalidaciones, y presentó un acta de convalidación con, según el medio, 5 de 6 firmas falsificadas. Ese día Laura Nuño, una de las personas que aparecían como firmantes de dicho documento, dimitió de su puesto de subdirectora del Instituto de Derecho Público, afirmando «me han engañado y me voy».
El 11 de abril, la Conferencia de Rectores de las Universidades Españolas (CRUE), presidida por Roberto Fernández, constató «graves irregularidades» en el máster cursado por Cifuentes.
El 13 de abril, el vicerrector de Internalización de la universidad, Abraham Duarte, anunció que Enrique Álvarez Conde, director del Instituto de Derecho Público y responsable del máster de Cifuentes, sería suspendido en sus funciones por la URJC. También se abrió expediente a la funcionaria que modificó las notas de la política.
El 17 de abril, Cifuentes anunció su renuncia a «la utilización» del título del máster que supuestamente cursó en una carta enviada al rector Ramos, donde echó la culpa de las irregularidades a la URJC, afirmando que habría cumplido todo lo que se le requirió para tener el título, admitiendo como único error el que habría continuado el cursado del máster con las «facilidades» que se le habrían brindado. En una rueda de prensa ofrecida el mismo día, dejó de sostener que había defendido un trabajo de fin de máster el 2 de julio de 2012.
El rector Javier Ramos sostuvo en una entrevista a Efe el 20 de abril que los profesores Álvarez Conde y Chico de la Cámara «consiguieron engañarle» y le hicieron creer que Cifuentes había defendido un Trabajo de Fin de Máster el 2 de julio de 2012.
El 25 de abril, tras la publicación ese día de un vídeo de seguridad fechado en 2011 por parte de Okdiario, en el que se observaba a Cifuentes retenida y registrada tras haber presuntamente hurtado dos botes de crema rejuvenecedora en un supermercado, esta anunció su dimisión, por lo que decayó automáticamente la moción de censura motivada por el caso Cifuentes registrada en sede parlamentaria.

### Proceso judicial
El 27 de abril, el juzgado de instrucción número 51 de Madrid citó para declarar como imputado a Enrique Álvarez Conde como presunto culpable de un delito de falsedad documental. En mayo, el mismo juzgado citó a Cifuentes para que declarara en junio en calidad de imputada por delitos de cohecho y falsificación.
La jueza instructora había citado ya como imputadas a Cecilia Rosado y a Amalia Calonge, funcionaria que modificó la nota de Cifuentes. Posteriormente la situación de Alicia López de los Mozos, citada en principio a declarar como uno de los 5 testigos, fue modificada por la jueza, y pasó también a estar imputada. En la instrucción del caso Cecilia Rosado declaró como imputada que una amiga de Cifuentes llegó a conminarla a «arreglar esto o el rector y Cifuentes os van a matar».
En mayo de 2018 la jueza instructora del caso procedió a la apertura de una pieza separada relativa al título de máster en la URJC de otro político del PP, Pablo Casado.
En junio de 2018, la jueza instructora imputó a cuatro docentes más.
Cifuentes no acudió a su cita con la justicia el 26 de junio, alegando motivos médicos para no declarar; la jueza instructora, que decretó la visita de un médico forense al domicilio de Cifuentes para verificar su indisponibilidad, la volvió a citar para julio. Declaró finalmente como imputada el 23 de julio de 2018.
El 28 de noviembre, la jueza Carmen Rodríguez-Medel procesó a Cifuentes por la falsificación del acta del Trabajo de Fin de Máster, así como al director del Instituto de Derecho Público, Enrique Álvarez Conde como cerebro de la trama, a la profesora Cecilia Rosado (presunta autora de la falsificación de las firmas) y Maite Feito, asesora del Gobierno de Cifuentes que supuestamente presionó para que se realizara la falsificación.
El Ministerio Público comunicó en febrero de 2019 que solicitaba una condena de 3 años y 3 meses de prisión para Cifuentes, 3 años y 3 meses para María Teresa Feito, 3 años y 9 meses para Enrique Álvarez Conde, 21 meses para Cecilia Rosado.
El 18 de enero de 2021 comenzó el juicio a Cristina Cifuentes, expresidenta de la Comunidad de Madrid, por inducir a la falsificación del acta de su trabajo de fin de curso, el conocido como 'Caso Máster'. El 22 de enero de 2021 se celebró la segunda sesión del juicio a Cristina Cifuentes.

### Sentencia y absolución
El 15 de febrero de 2021, Cristina Cifuentes fue absuelta por la Audiencia Provincial de Madrid del delito de falsedad del que se le acusaba, al no encontrarse pruebas de que ordenara falsificar el acta. La misma sentencia, sin embargo, condenó a Cecilia Rosado, la profesora que confesó haber falsificado las firmas y elaborado el acta falsa, a un año y tres meses de cárcel; así como a María Teresa Feito, asesora de Cifuentes y encargada de contactar con Rosado para la creación del documento ficticio, a tres años. El juez describió igualmente en la sentencia las "graves irregularidades" que tuvieron lugar en el desarrollo del máster.